# Bopu
Bopu (kinesiska: 博铺) är ett stadsdelsdistrikt i sydöstra Kina. Det ligger i Wuchuan i staden Zhanjiang i provinsen Guangdong, omkring 320 kilometer sydväst om provinshuvudstaden Guangzhou. Antalet invånare är 15 612. Befolkningen består av 7 308 kvinnor och 8 304 män. Barn under 15 år utgör 17,0 %, vuxna 15-64 år 75 %, och äldre över 65 år 6,0 %.